# Bauhofgasse 16 (Nördlingen)

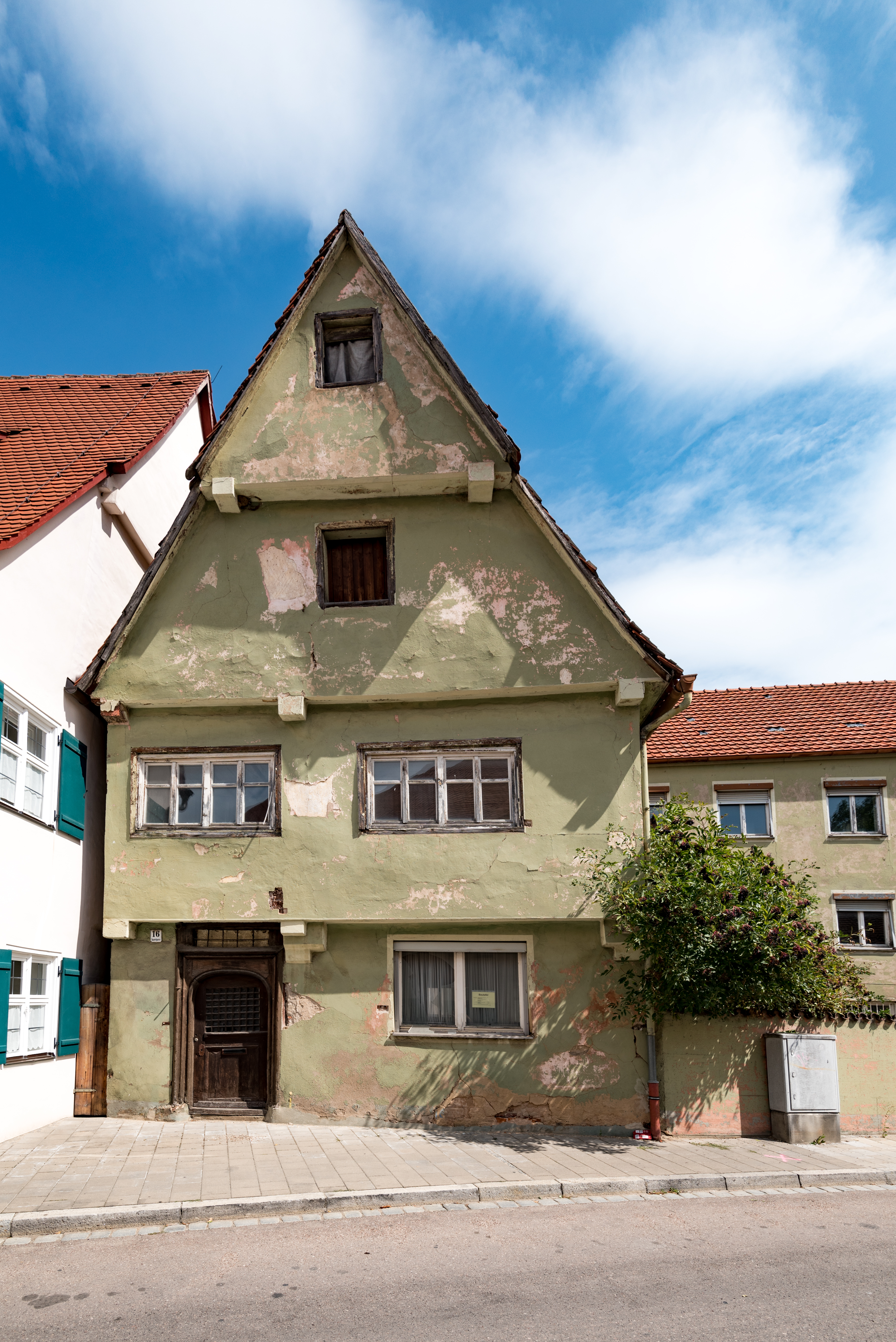
Fachwerkhaus Bauhofgasse 16 in Nördlingen (2018)

Das Gebäude Bauhofgasse 16 in Nördlingen, einer Stadt im schwäbischen Landkreis Donau-Ries in Bayern, wurde um 1467 errichtet. Das Wohnhaus ist ein geschütztes Baudenkmal.
Das zweigeschossige verputzte Fachwerkhaus mit Satteldach und dreifach vorkragender Giebelseite hat ein Wandgefüge mit verblatteten Streben. Das Dachwerk ist eine Kehlbalkenanlage mit liegendem Stuhl, dessen Windverband mit Kopfstreben ausgebildet ist. 
Das profilierte Türgerüst des Hauseingangs stammt aus dem späten 16. Jahrhundert.
Im Inneren sind Türen mit aufgesetzten profilierten Felderungen und eine einläufige Treppenanlage mit gedrechseltem Balustergeländer des späten 17. Jahrhunderts vorhanden.